# Efrem (Barbineagră)
Efrem (světským jménem: Efrem Aleksandrovici Barbineagră; * 1. května 1941, Handrabury) je moldavský duchovní Ruské pravoslavné církve a biskup borovičský a pestovský.

## Život
Narodil se 1. května 1941 ve vesnici Handrabury v Oděské oblasti.
Roku 1956 dokončil střední školu. Pracoval v kolchozu a byl ponomarem chrámu Uvedení přesvaté Bohorodice do chrámu v jeho rodném vesnici.
V letech 1969–1972 studoval na Petrohradském duchovním semináři. Dne 1. ledna 1972 byl metropolitou leningradským a novgorodským Nikodimem (Rotovem) v chrámu svatého Mikuláše Divotvorce a Zjevení Páně v Leningradu rukopoložen na diákona a 27. února v chrámu Svaté Trojice Alexandro-Něvské lávry na jereje.
Dne 14. dubna 1972 se stal duchovním chrámu Proměnění Páně ve vesnici Bronnica a 6. srpna byl osvobozen od této funkce a jmenován duchovním chrámu svatého apoštola Filipa v Novgorodu.
Dne 16. února 1976 byl na vlastní žádost propuštěn z kléru novgorodské eparchie a byl přijat do kléru oděské eparchie. Stejného roku dokončil studium na Leningradské duchovní akademii.
Dne 23. března 1976 byl metropolitou chersonským a oděským Sergijem (Petrovem) jmenován představeným chrámu Svaté Trojice ve vesnici Trojicke a 16. srpna byl osvobozen od této funkce a ustanoven představeným chrámu svatého archanděla Michaela ve vesnici Lypecke. Dne 21. prosince 1976 se stal představeným chrámu Pokrova přesvaté Bohorodice v sídle Savraň.
Dne 1. února 1977 byl převeden do chrámu svatého Alexandra Něvského v Anaňjivě. Dne 14. března 1977 získal na vlastní žádost možnost přejít do kléru novgorodské eparchie.
Dne 30. května 1977 byl metropolitou leningradským Nikodimem ustanoven duchovním chrámu svatého apoštola Filipa v Novgorodu.
Dne 12. února 1980 jej metropolita leningradský Antonij (Mělnikov) v chrámu svatého Mikuláše v Novgorodu postřihnul na monacha se jménem Efrem na počest svatého Efréma Perekomského.
Dne 25. června 1981 byl ustanoven představeným chrámu svaté velikomučednice Paraskevy ve městě Boroviči a 21. července byl metropolitou Antoniem v chrámu svatého Vladimíra v Novgorodu povýšen na archimandritu.
Dne 5. května 1997 byl rozhodnutím arcibiskupa novgorodského a starorusského Lva (Cerpického) jmenován zástupcem představeného Valdajského Iverského monastýru.
Dne 7. listopadu 2007 byl Svatým synodem jmenován představeným Valdajského Iverského monastýru.
Dne 28. prosince 2011 jej Svatý synod zvolil biskupem borovičským a pestovským.
Dne 3. února 2012 byl v chrámu Všech svatých monastýru Danilov oficiálně jmenován biskupem a 5. února proběhla v chrámu Proměnění Páně na Peskach (Moskva) jeho biskupská chirotonie. Světiteli byli patriarcha moskevský Kirill, metropolita saranský a mordovský Varsonofij (Sudakov), metropolita novgorodský a starorusský Lev (Cerpickij), biskup solněčnogorský Sergij (Čašin) a biskup voskresenský Savva (Michejev).